# La bohème (opera)
La bohème is een opera in vier bedrijven van Giacomo Puccini. Het libretto, gebaseerd op de roman Scènes de la vie de bohème (1849) van Henry Murger, is geschreven door Luigi Illica en Giuseppe Giacosa. Het verhaal speelt zich af in een armoedig Parijs kunstenaarsmilieu (boheme) en draait om de gedoemde liefde van de dichter Rodolfo voor zijn buurmeisje, het naaistertje Mimi (klassiek vertolkt door Maria Callas en Angela Gheorghiu). De opera beleefde zijn première op 1 februari 1896 in het Teatro Regio in Turijn, onder directie van de nog jonge Arturo Toscanini. Het werk betekende een internationale doorbraak voor Puccini en is een vast bestanddeel van het operarepertoire geworden. De gelijknamige opera van Ruggero Leoncavallo, première 1897, is daarentegen veel minder bekend geworden.

## Synopsis

### Eerste bedrijf
Een jonge dichter, Rodolfo, woont samen met een schilder, Marcello, een musicus, Schaunard, en een filosoof, Colline, op een etage in de binnenstad van Parijs. Omdat ze geen geld hebben om de verwarming te betalen, wordt het papier waarop Rodolfo een theaterstuk heeft geschreven in het vuur gegooid. Schaunard heeft die dag echter geluk. Hij heeft een baan gekregen bij een Engelse edelman. Hij brengt eten en wijn mee. Op dat moment komt Benoit de huur ophalen. Door hem dronken te voeren, weten ze hem weer naar buiten te werken. Het geld wordt gebruikt om naar de kermis te gaan. Alleen Rodolfo blijft achter om te werken. Dan klopt Mimi aan, omdat haar kaars is uitgegaan. Nadat Rodolfo deze weer heeft aangestoken, komt ze weer terug omdat ze haar sleutel vergeten heeft. Rodolfo vindt de sleutel, maar verbergt deze in zijn jaszak, want hij wil dat Mimi nog even blijft. Zij vertellen over zichzelf, wie ze zijn en over hun leven (Che gelida manina - Wat een koud handje / Mi chiamano Mimi - Ze noemen me Mimi). Ze worden verliefd en zingen een liefdesduet. (O soave fanciulla - O lief meisje). Samen vertrekken ze naar de kermis, waar ze hun vrienden ontmoeten.

### Tweede bedrijf
In het Quartier Latin is de kermis in volle gang. Ze zijn in een restaurant en de kinderen zijn met hun ouders in de winkel.
De vrienden zijn neergestreken in een restaurant. Musetta, de voormalige vriendin van Marcello, flirt met de rijke Alcindoro om Marcello jaloers te maken (Quando m'en vo). Als Musetta klaagt over haar schoenen, stuurt ze Alcindoro naar de schoenmaker. Musetta en Marcello vallen in elkaars armen. Als de rekening van het eten komt, kunnen de vrienden die niet betalen. Musetta zet alles op rekening van Alcindoro en de vrienden gaan ervandoor. Als Alcindoro terugkomt en de rekening gepresenteerd krijgt, zakt hij in elkaar op een stoel.

### Derde bedrijf
Mimi komt hevig hoestend aan bij de stadspoort om te praten met Marcello, die werk heeft in een herberg bij de poort. Ze vertelt hem over het moeilijke leven met Rodolfo, die haar die avond heeft verlaten. Marcello zegt dat Rodolfo net is aangekomen en in de herberg slaapt. Als Rodolfo wakker wordt en Marcello zoekt, verbergt Mimi zich. Rodolfo zegt eerst dat hij Mimi heeft verlaten uit jaloezie, maar geeft later toe dat hij bang is dat ze een ernstige ziekte heeft en dat ze beter af zou zijn bij een rijke minnaar. Als Mimi weer moet hoesten, wordt ze ontdekt door Rodolfo. Na een ruzie leggen ze het weer bij.

### Vierde bedrijf
Marcello en Rodolfo zijn weer terug op hun etage. Schaunard en Colline komen met eten aanzetten. Dan komen Musetta en de stervende Mimi. Musetta en Marcello gaan medicijnen kopen van de opbrengst van Musetta's oorbellen. Colline en Schaunard gaan Collines jas verpanden. Mimi en Rodolfo herinneren zich gelukkiger tijden. Als Musetta terugkeert, sterft Mimi.

## Bekende aria's
- Che gelida manina (Wat een koud handje) (Rodolfo)
- Mi chiamano Mimi (Ze noemen me Mimi) (Mimi)
- O soave fanciulla (O lieflijk meisje) (duet Rodolfo en Mimi)

## Media
Le Villi (1884) · Edgar (1889) · Manon Lescaut (1893) · La bohème (1896) · Tosca (1900) · Madama Butterfly (1904) · La Fanciulla del West (1910) · La rondine (1917) · Il trittico: Il tabarro (1918) · Il trittico: Suor Angelica (1918) · Il trittico: Gianni Schicchi (1918) · Turandot (1926)